# Condado de Pisz
Condado de Pisz (polaco: powiat piski) é um powiat (condado) da Polónia, na voivodia de Vármia-Masúria. A sede do condado é a cidade de Pisz. Estende-se por uma área de 1776,17 km², com 57 691 habitantes, segundo os censos de 2005, com uma densidade 32,48 hab/km².

## Divisões admistrativas
O condado possui:
Comunas urbana-rurais: Biała Piska, Orzysz, Pisz, Ruciane-Nida
Cidades: Biała Piska, Orzysz, Pisz, Ruciane-Nida

## Demografia
População (dados de 30 de Junho de 2005):
|          | Total   | Total | Mulheres | Mulheres | Homens  | Homens |
| -------- | ------- | ----- | -------- | -------- | ------- | ------ |
|          | pessoas | %     | pessoas  | %        | pessoas | %      |
| Total    | 57 691  | 100   | 28 781   | 49,9     | 28 910  | 50,1   |
| Cidades  | 34 157  | 100   | 17 377   | 50,9     | 16 780  | 49,1   |
| Povoados | 23 534  | 100   | 11 404   | 48,5     | 12 130  | 51,5   |